# パーティ ハズカム
「パーティ ハズカム」は、吉田仁美のシングル。2014年10月8日にマーベラスから発売された。

## 概要
テレビアニメ『ハピネスチャージプリキュア!』の後期エンディングテーマを収録したシングル。前期エンディングテーマの「プリキュア・メモリ」に続いて吉田仁美が歌っている。当初は2014年9月3日に発売する予定だったが、制作上の都合から発売が約1ヶ月延期となった。
前作同様DVD付属盤と通常盤の2種類が発売されており、DVD付属盤にはオープニングとエンディングのノンテロップムービーが収録されている。エンディング「プリキュア・メモリ」の振り付けはMIKIKOが担当している。
カップリング曲にはオープニング主題歌担当の仲谷明香によるイメージソングが収録されている。
また、初回限定封入特典として、DVD付属盤にはデータカードダスプリキュアオールスターズ、通常盤にはジャケットサイズ・ステッカーが同梱されている。CDジャケットには、いずれの盤にも4人のプリキュアが描かれているが、通常盤はフォームチェンジした姿（ロリポップヒップホップ、シャーベットバレエ、ココナッツサンバ、あんみつこまち）が、DVD付属盤にはイノセントフォームの姿が、それぞれプリントされている。

## 収録曲

### CD
1. パーティ ハズカム [3:41] 
歌：吉田仁美
作詞：只野菜摘、作曲：ヒザシ、編曲：古川貴浩
吉田はこの曲について「とにかくパワーがある楽曲。只野菜摘による作詞で、間に入る掛け声とか現場の短い時間で次々と指示された。なんて言ってるかは分からなくても、耳に心地いい面白いワードをその場で生み出して、みんなで作っていった」と語っている[2]。
歌の途中のサビ部分の「ペニョ ペニョ」と聞こえる合いの手は、これは吉田が「フレンド フレンド」と言っている音である（エフェクトはかかっていないが鼻をつまんで素早く言っている為、本人も含め、前記のように聞こえる）[3]。
  - テレビアニメ『ハピネスチャージプリキュア!』後期エンディングテーマ
  - ABCラジオ『吉田仁美のプリキュアラジオ キュアキュア♡プリティ』オープニングテーマ
  - 2015年1月6日には、フジテレビ系列の『赤と黒のゲキジョー』枠で放送されたテレビドラマ『上流階級 富久丸百貨店外商部』で、桝家修平（斎藤工）が映像に合わせて、この歌を「イノセントハーモニーマイク」で歌っていた。
2. ハピネスグッディ↑↑ [3:24] 
歌：仲谷明香
作詞：六ツ見純代、作曲：83、編曲：籠島裕昌
  - ABCラジオ『吉田仁美のプリキュアラジオ キュアキュア♡プリティ』2014年10月エンディングテーマ
3. パーティ ハズカム（オリジナル・メロディー入り・カラオケ／オリジナル・カラオケ） [3:41]
CD+DVD盤はオリジナル・メロディー入り・カラオケ、通常盤はオリジナル・カラオケという仕様になっている。
4. ハピネスグッディ↑↑（オリジナル・メロディー入り・カラオケ／オリジナル・カラオケ） [3:24]
CD+DVD盤はオリジナル・メロディー入り・カラオケ、通常盤はオリジナル・カラオケという仕様になっている。

### DVD（CD+DVD盤のみ同梱）
1. オープニング「ハピネスチャージプリキュア!WOW!」後期OPノンテロップ映像
2. エンディング「パーティ ハズカム」ノンテロップ映像